# Крист, Чесли
Чесли Коррин Крист (англ. Cheslie Corrinne Kryst; 28 апреля 1991 года, Джэксон, Мичиган, США — 30 января 2022 года, Нью-Йорк, США) — американская журналистка, адвокат, модель и обладательница титула Мисс США 2019. Она также работала корреспондентом в программе Extra с октября 2019 года и до момента смерти. За работу над программой Extra Крист была дважды номинирована на дневную премию «Эмми». В роли обладательницы титула «Мисс США» она представляла страну на международном конкурсе красоты Мисс Вселенная 2019 и вошла в Топ 10 финалисток. 

## Ранняя жизнь и образование
Крист родилась 28 апреля 1991 года в городе Джэксон, штат Мичиган, в семье афроамериканки и американца польского происхождения. У неё было четыре брата: Аса, Чандлер, Джет и Бруклин; а также одна сестра — Пейдж. Её мать, Эйприл Симпкинс, участвовала в конкурсах красоты и завоевала титул «Mrs. North Carolina», когда Крист была ребёнком. Семья переехала из Мичигана в Шарлотт и позднее в Рок-Хилл, где Крист посещала Northwestern High School. Позже семья переехала в город Форт-Милл, и Крист перевелась в Fort Mill High School, где она окончила школу в 2009 году; оба города являются пригородами Метрополитенского ареала Шарлотт.
После окончания школы Крист переехала в город Колумбия, где посещала «Honors College» при Южно-Каролинском университете. Она окончила с отличием Школу бизнеса Дарлы Мур со специализацией маркетинг и управление персоналом в 2013 году, где она также была участницей Alpha Lambda Delta, команды Gamecocks women's track and field и мнимого суда.
После окончания бакалавриата Крист поступила в «Wake Forest University School of Law» в Уинстон-Сейлем и получила степень Доктора юриспруденции и Магистра делового администрирования в 2017 году.

## Юридическая карьера
После окончания учёбы Крист получила лицензию на юридическую практику в штатах Северная Каролина и Южная Каролина и начала работать адвокатом в «Poyner Spruill LLP», занимаясь сложными гражданскими судебными процессами. Она также работала pro bono не только для клиентов, которые были мелкими наркопреступниками, но и с Бриттани К. Барнетт из проекта «Похороненные заживо» по освобождению приговорённых к пожизненному заключению. Крист основала модный блог «White Collar Glam» для помощи женщинам в том, чтобы профессионально одеваться для работы белых воротничков.

## Конкурсы красоты
Крист начала участвовать в конкурсах красоты в подростковом возрасте, выиграв «Miss Freshman» в Northwestern High School и позже «Miss Fort Mill High School». После нескольких лет перерыва, она предприняла две попытки завоевать титул «Мисс Северная Каролина» и сначала вошла в топ 10, а затем заняла первое место.

### Мисс США 2019
В 2016 году Крист приняла участие в конкурсе «Мисс Северная Каролина 2017», где стала четвёртой вице-мисс. В следующем году она вновь участвовала в этом соревновании и вошла в Топ 10, после чего завоевала титул на «Мисс Северная Каролина США 2019». Она была коронована Каавией Самбасивам, «Юной Мисс Северная Каролина 2018», так как прошлая обладательница титула Кейлинн Миллер-Кейз не смогла присутствовать на коронации из-за съемок 23 сезоне реалити-шоу Холостяк.
В роли «Мисс Северная Каролина» Крист получила право участвовать в национальном конкурсе красоты Мисс США 2019. Она выиграла соревнование и стала третьей женщиной из Северной Каролины, завоевавшей этот титул после Челси Кули, Мисс США 2005 и Кристен Далтон, Мисс США 2009. В возрасте 28 лет и 4 дней Крист стала самой старшей участницей, получившей корону «Мисс США», побив предыдущий рекорд, принадлежавший Нане Меривезер, которой было 27 лет, 6 месяцев и 26 дней. После победы на конкурсе «Мисс США» Крист короновала Лауру Литтл, свою преемницу на титул «Мисс Северная Каролина».
Благодаря её победе 2019 стал первым годом, когда все четыре главных конкурса красоты в США выиграли женщины с африканскими корнями; другими обладателями титулов стали — Зозибини Тунзи из ЮАР (Мисс Вселенная 2019), Ниа Франклин (Мисс Америка 2019) и Калиг Гаррис (Юная мисс США 2019). Ранее она была коронована «Мисс Северная Каролина 2019».
Став «Мисс США», Крист на год взяла перерыв в своей юридической карьере. Она представляла страну на международном конкурсе Мисс Вселенная 2019 и вошла в Топ 10 финалисток. Её национальный костюм был вдохновлён четырьмя американскими женщинами-иконами: Роузи-клепальщицей, Статуей Свободы, Майей Энджелоу и богиней Юстицией. Первоначально планировалось, что Крист будет обладать титулом до весны 2020 года, но из-за распространения COVID-19 года она стала самой долгой обладательницей титула «Мисс США» 5 июня 2020, обогнав по этому показателю Ниа Санчес, рекорд которой составлял 399 дней. Крист оставалась «Мисс США» в общей сложности 557 дней и передала титул Асе Бранч только 9 ноября 2020 года на конкурсе Мисс США 2020.

## Карьера телеведущей
В октябре 2019 года Крист стала нью-йоркским корреспондентом программы Extra, после работы в качестве специального корреспондента в сентябре 2019 года. Во время её интервью с актёром Терренсем Ховардом, она стала первой, кто узнал, что Ховард закончить карьеру после финального сезона телесериала Империя.
В 2020 году Крист была номинирована на «Daytime Emmy Award for Outstanding Entertainment News Program» в 47-й дневной премии «Эмми» благодаря должности нью-йоркского корреспондента программы Extra. В следующем году она была снова номинирована на эту же награду в 48-й дневной премии «Эмми».

## Смерть
30 января 2022 года Крист совершила самоубийство, спрыгнув со здания The Orion, 60-этажного жилого дома в районе Мидтаун, где она проживала. В последний раз Крист видели на 29-м этаже. 31 января коронер признал её смерть самоубийством. Мать Крист, Эйприл Симпкинс, опубликовала заявление, в котором указала, что Крист страдала «высокофункциональной депрессией».

## Пояснительные примечания
1. ↑  Меривезер стала самой пожилой участницей, обладательницей титулом «Мисс США», поскольку она не выиграла корону, а приняла титул после того, как Оливия Кулпо завоевала титул Мисс Вселенная 2012 и была вынуждена отказаться от короны «Мисс США» в пользу Первой Вице-мисс. Оливия Джордан ранее была самой возрастной победительницей «Мисс США», ей было 26 лет, 9 месяцев и 14 дней после победы в конкурсе Мисс США 2015.